# 千種駅
千種駅（ちくさえき）は、愛知県名古屋市千種区内山三丁目および東区葵三丁目にある、東海旅客鉄道（JR東海）・名古屋市交通局（名古屋市営地下鉄）の駅である。
JR東海の中央本線と、名古屋市営地下鉄の東山線が乗り入れ、接続駅となっている。地下鉄の駅には「H12」、JRには「CF03」の駅番号が設定されている。
JRの運行形態の詳細は「中央線 (名古屋地区)」を参照。

## JR東海

### 歴史
- 1900年（明治33年）7月25日：国有鉄道 名古屋駅 - 多治見駅間の開通時に現在位置の約400m名古屋寄りの位置に（北緯35度10分1.3秒 東経136度55分38.2秒 / 北緯35.167028度 東経136.927278度）に開業[3]。
- 1909年（明治42年）10月12日：線路名称制定[4]。中央西線の所属となる[4]。
- 1911年（明治44年）5月1日：線路名称改定[4]。当駅を含む中央西線が中央本線に編入される[4]。
- 1918年（大正7年）9月10日：東海道本線貨物支線として千種駅 - 熱田駅間が開業（中央本線側は鶴舞寄りの古渡信号場から分岐していた）[5]。
- 1930年（昭和5年）4月1日：古渡信号場 - 熱田駅間の貨物線を廃止[5]。
- 1961年（昭和36年）9月1日：現在地に移転。
- 1962年（昭和37年）
  - 9月21日：大曽根駅 - 千種駅間が複線化。
  - 9月27日：千種駅 - 金山駅間が複線・高架化。
- 1964年（昭和39年）4月1日：荷物・専用線発着を除く貨物の取り扱いを廃止[3]。
- 1967年（昭和42年）4月1日：みどりの窓口の営業を開始[6]。
- 1971年（昭和46年）2月1日：荷物の取り扱いを廃止[3]。
- 1982年（昭和57年）11月15日：ダイヤ改正により、一部の特急「しなの」が当駅に停車するようになる。
- 1986年（昭和61年）5月20日：車扱貨物の取り扱いを廃止[3]。
  - サッポロビール名古屋工場（2000年8月閉鎖・跡地は千種アーススクエア）への専用線があった。
- 1987年（昭和62年）4月1日：国鉄分割民営化により、東海旅客鉄道（JR東海）の駅となる[3][7]。
- 1992年（平成4年）4月18日：地上改札口に自動改札機を設置[8]
- 2006年（平成18年）11月25日：ICカード「TOICA」の利用が可能となる。
- 2007年（平成19年）3月30日：地下鉄東山線の駅と共にバリアフリー化され、エレベーターが使用開始。
- 2009年（平成21年）3月14日：ダイヤ改正により、それまで唯一通過していた「しなの」13号が停車するようになる。これにより、当駅にすべての「しなの」が停車するようになった。
- 2011年（平成23年）1月17日：在来線の運行管理システムの更新に先駆け、ホームの新型案内放送を金山駅とともに先行導入。当日は大雪によるダイヤの乱れが発生し、さらにシステムの案内装置まで故障してしまったため、簡易放送での案内となった。

### 駅構造
島式ホーム1面2線を有する掘割駅である。
大曽根方の掘割構造と鶴舞方の高架構造の狭間にあり、また、駅舎のある東側は地盤が一段高くなっていることから、地上駅といえども、半掘割構造ともいうべき構造になっている。駅舎からは跨線橋が平面で接続し、階段を降りればホームとなっている。駅舎とホームを連絡するエレベーターが名古屋寄り端に設置されている。また、ホーム直上を跨線橋（新千種橋）により幹線道路である錦通が通過している。

#### のりば
| 番線 | 路線        | 方向 | 行先       |
| ---- | ----------- | ---- | ---------- |
| 1    | CF 中央本線 | 上り | 名古屋方面 |
| 2    | CF 中央本線 | 下り | 多治見方面 |

（出典：JR東海:駅構内図）
改札口は、地上の駅舎のほか、地下にもある。両方とも駅員が終日配置されている。地下改札口は、地下鉄東山線の改札口へとつながっており、朝夕を中心に地下鉄への乗り換え客で混雑する。ただし、地下改札口とホームの間にはエレベータはないため、地下鉄東山線から車椅子等での乗り換えには、地下改札の近くにあるエレベータで一度駅外へ出て、地上改札口から入る必要がある（JR→東山線乗り換えの場合は逆ルートとなる）。
駅長・駅員配置駅（直営駅）である。管理駅として、大曽根駅・新守山駅を管理している。
JRの特定都区市内制度における「名古屋市内」の駅である。「名古屋の東の玄関口」として扱われており、中央西線沿線や長野方面から名古屋一の繁華街である栄に最も近い（栄駅へは地下鉄東山線で2駅）こともあり特急「しなの」を含めた全旅客営業列車が停車する。

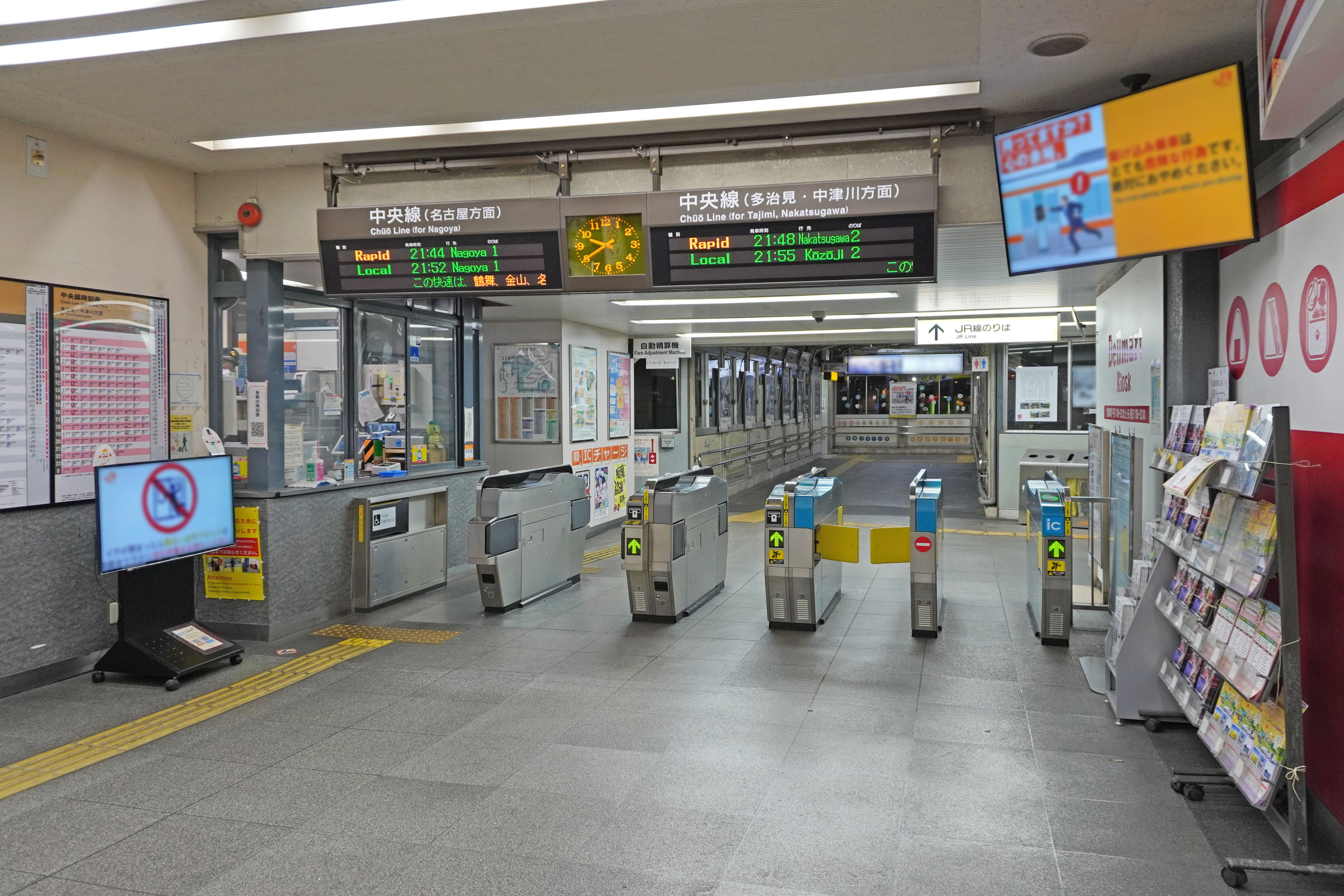
地上改札口（2023年1月）
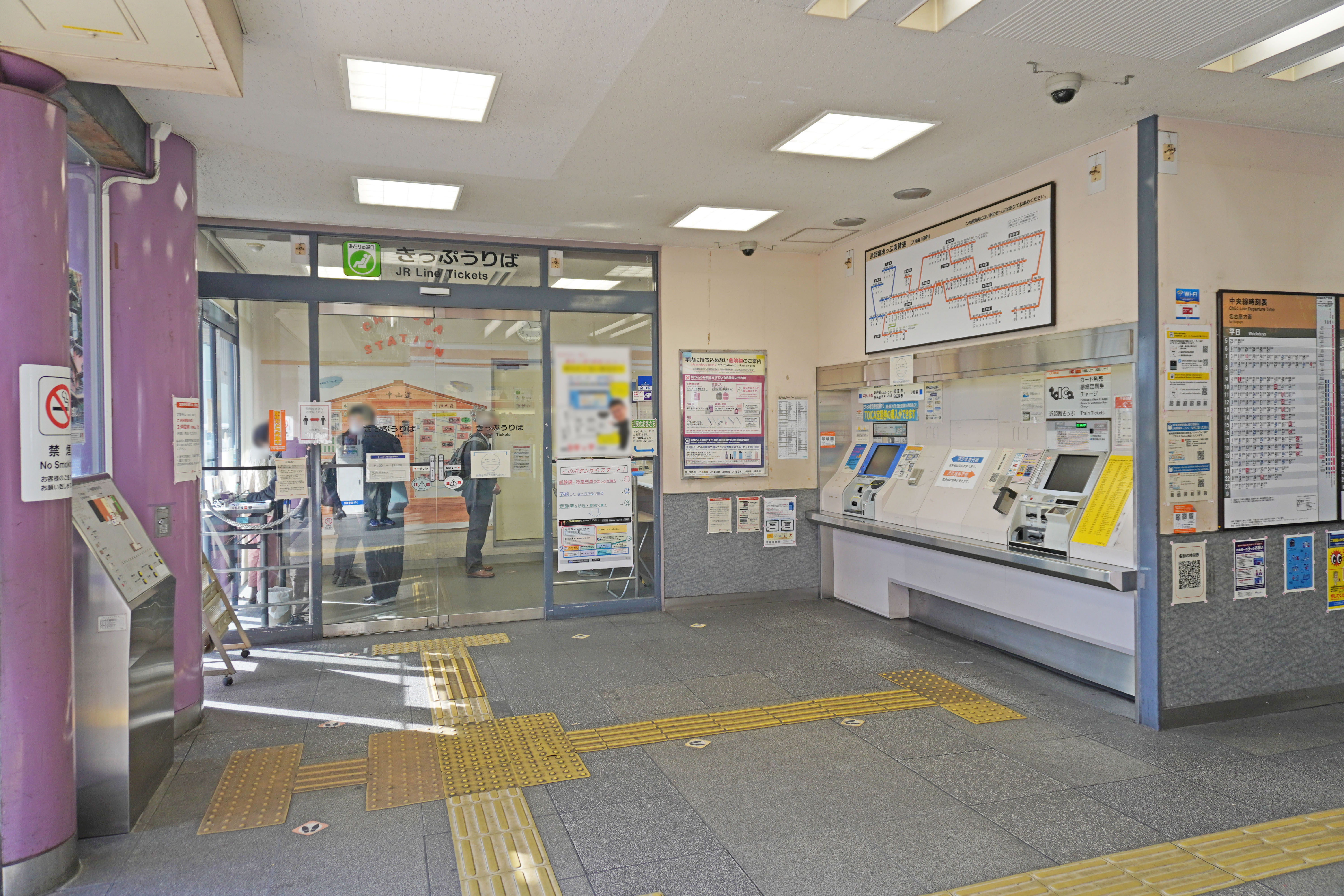
地上切符売り場（2023年1月）
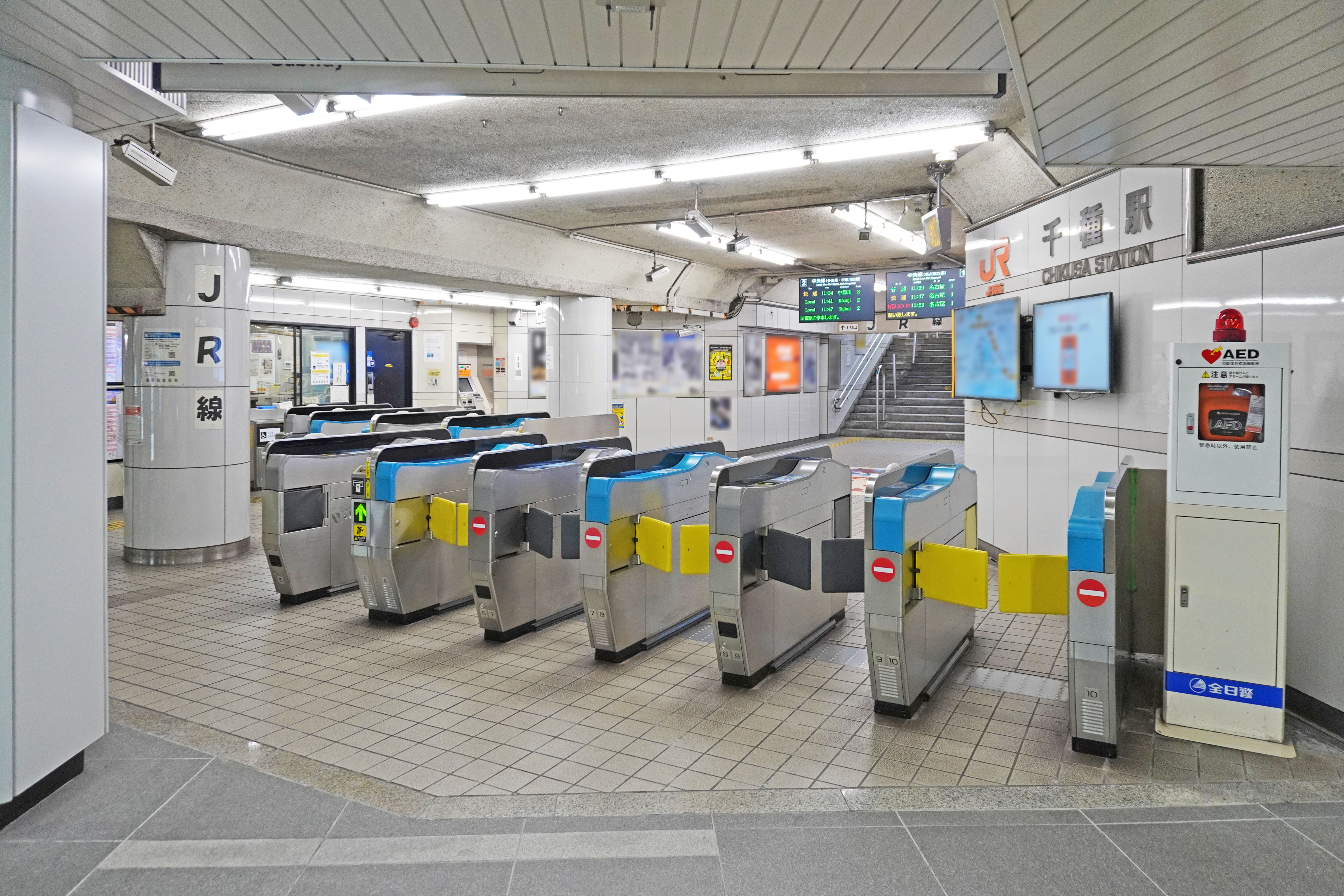
地下改札口（2023年1月）
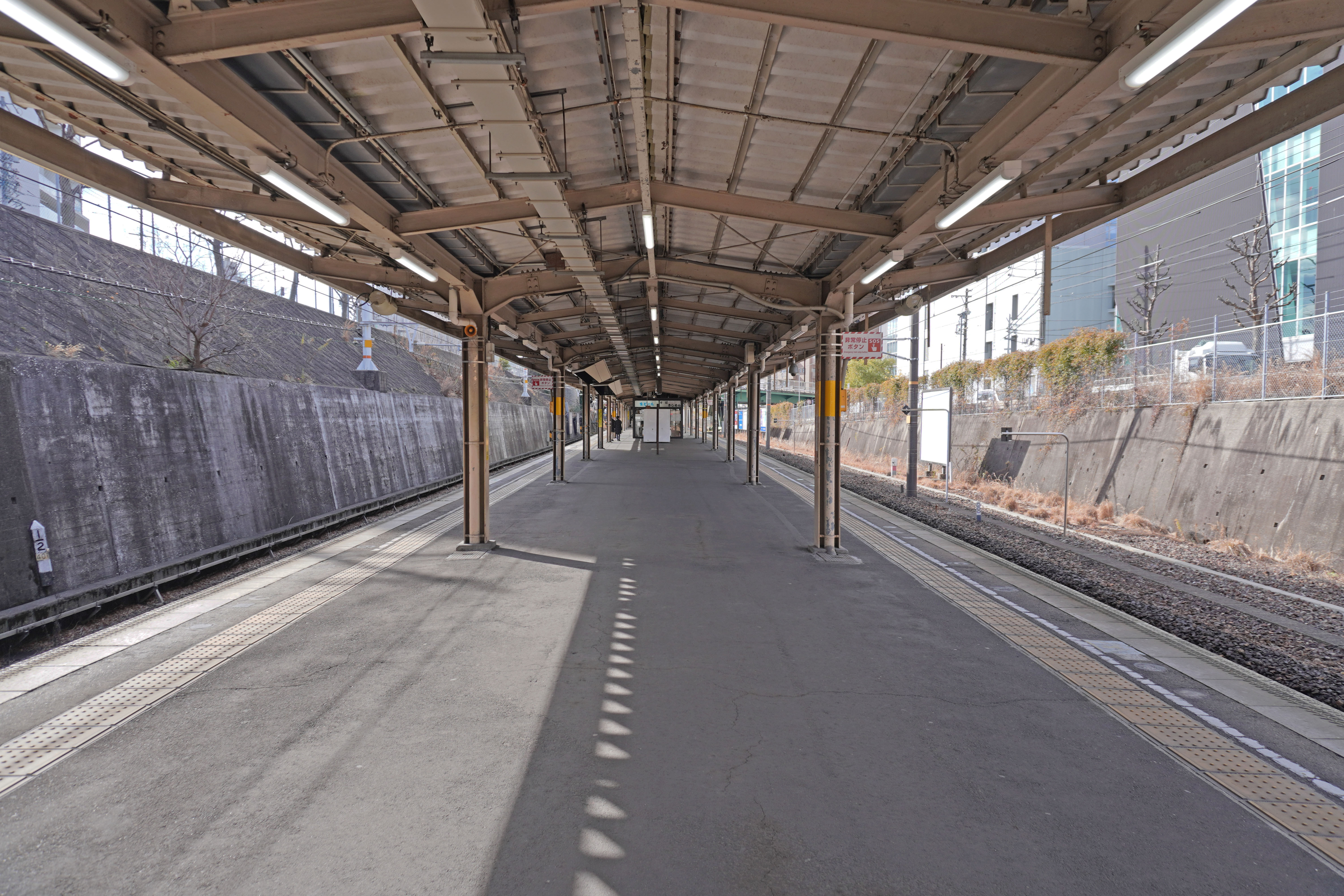
ホーム（2023年1月）
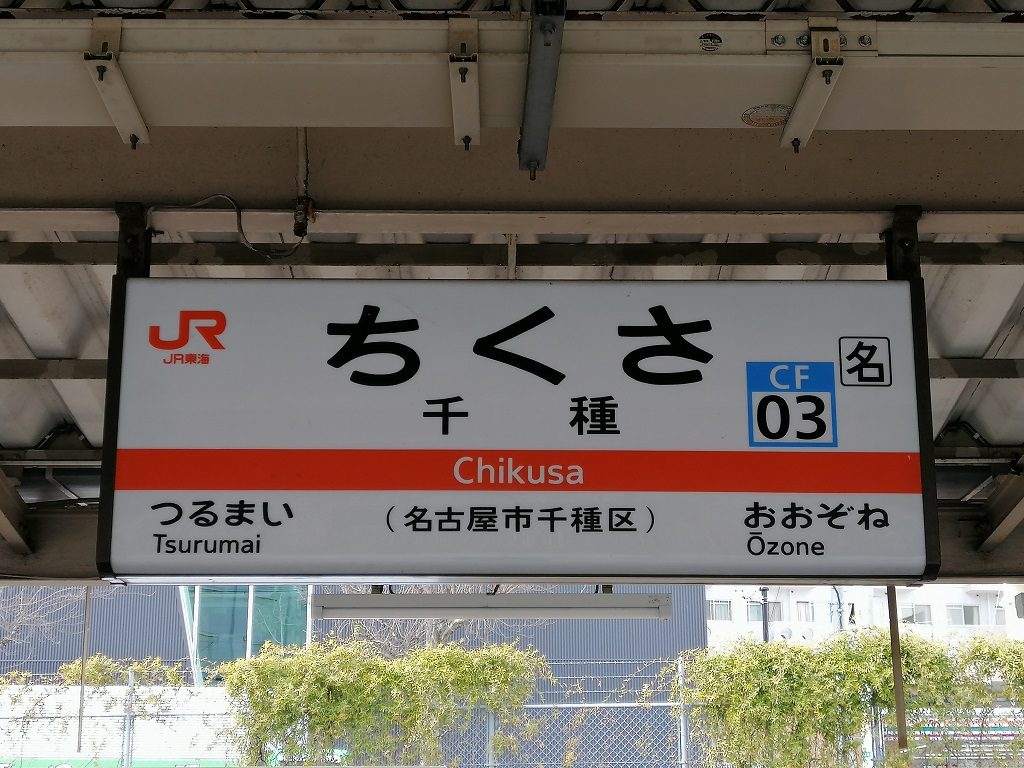
駅名標（2020年3月）
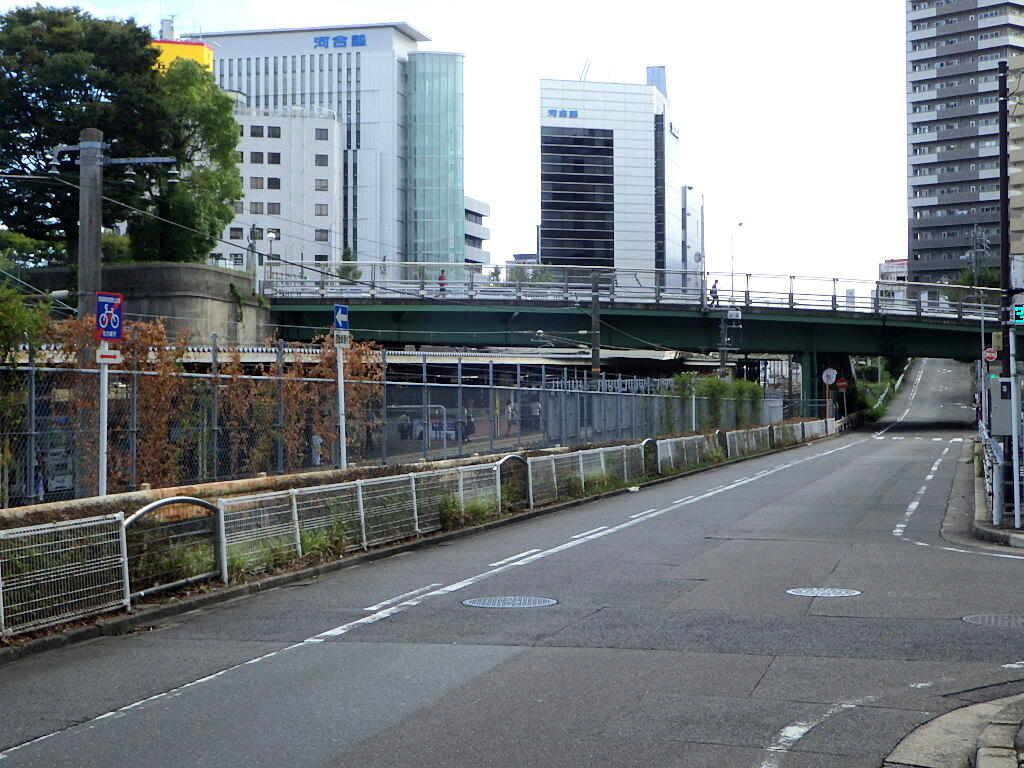
駅直上を通過する錦通（2016年8月）

#### 構内テナント
駅舎内に、東海キヨスクが運営するコンビニエンスストア「ベルマート」が入居している。JR東海の子会社である。
またホーム上には、名古屋名物のきしめんを販売する飲食店がある。

### 旧駅跡地
1961年（昭和36年）9月に、地下鉄への連絡口の整備と貨物事業の新守山駅への移転のため、広小路通（愛知県道60号名古屋長久手線）の千種橋の南側の旧駅から現在地の北側へ移転した。
旧駅跡地は長い間JRバスの東名ハイウェイバスの車庫等として活用されていたが、その後ほとんど売却され再開発がすすみ、一部が保線機器の留置用側線、設備の保守点検の教育場などとして使用されている。

## 名古屋市営地下鉄

### 歴史
- 1960年（昭和35年）6月15日：地下鉄東山線の栄町駅（現在の栄駅） - 池下駅間延伸に伴い開業[1]。
- 1961年（昭和36年）9月1日：国鉄千種駅の移転により両駅の接続性が大幅に向上する。
- 2007年（平成19年）3月30日：バリアフリー化工事が完成し、地上とコンコース、コンコースとホームを連絡するエレベーターの運用が開始される。設置元は三菱電機ビルテクノサービス株式会社。
- 2011年（平成23年）2月11日：ICカード「manaca」の利用が可能となる。
- 2015年（平成27年）11月22日 : 可動式ホーム柵使用開始。
- 2020年（令和2年）11月9日 - 2022年（令和4年）9月末（予定）：明るく清潔感のある快適・便利な駅空間を提供できるようリニューアル工事を実施[10]。

### 駅構造
相対式ホーム2面2線を有する地下駅で可動式ホーム柵が設置されている。
駅施設は錦通の地下に位置する。改札はJR地下改札に近い東側と、新千種橋西交差点（錦通と市道赤萩町線の交点）に近い西側の2か所に設置されている。利用客が多くエレベーターが整備され駅長室があるのはJRの地下改札がある東側の改札である。なお西側の改札は終車まで利用可だが、ラッシュ時以外は駅員が不在となりインターフォンで呼び出すようになっている。JR地下改札内にエレベーターはないのでエレベーターのみで地下鉄とJRを乗り換える場合、一度地上に上がる必要がある。また、JR地下改札は地下鉄改札内に直接繋がっているわけではないので乗り換えの際には地下鉄改札も通らなければならない。
当駅は、東山線駅務区名古屋管区駅が管轄している。
現在は分岐器のない停留所であるが、2000年（平成12年）までは新栄町側に非常用の片渡り線が存在した。

#### のりば
| ホーム | 路線   | 行先       |
| ------ | ------ | ---------- |
| 1      | 東山線 | 藤が丘方面 |
| 2      | 東山線 | 高畑方面   |

（出典：名古屋市交通局：駅構内図）
地下1階のコンコースには小規模な商店街があったが現在は通路としてのみ利用されており、地下2階がホームとなっている。コンコースにはセブン-イレブンとスターバックスがあり、後者は改札内からでも利用できる。

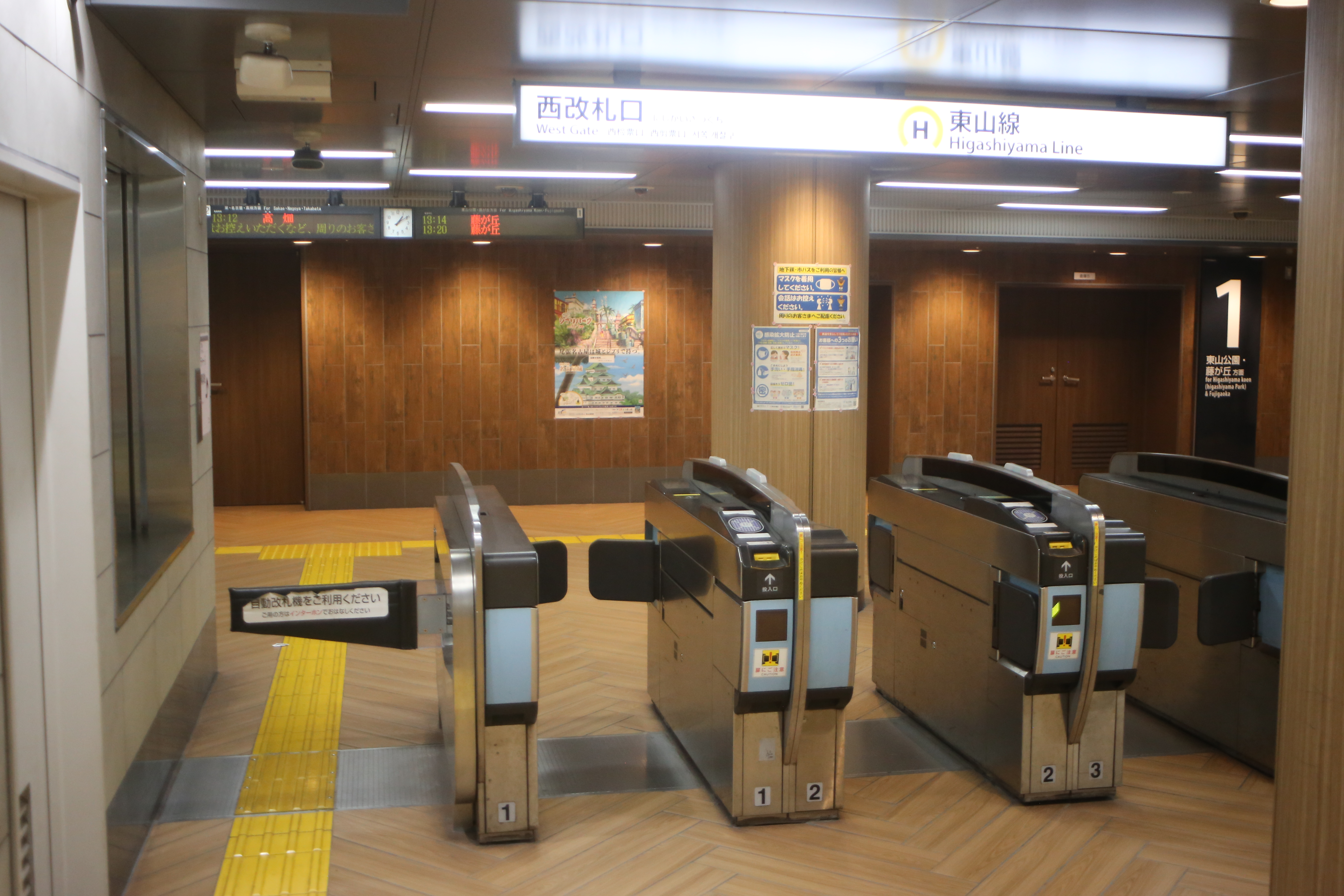
改札口（2022年11月）
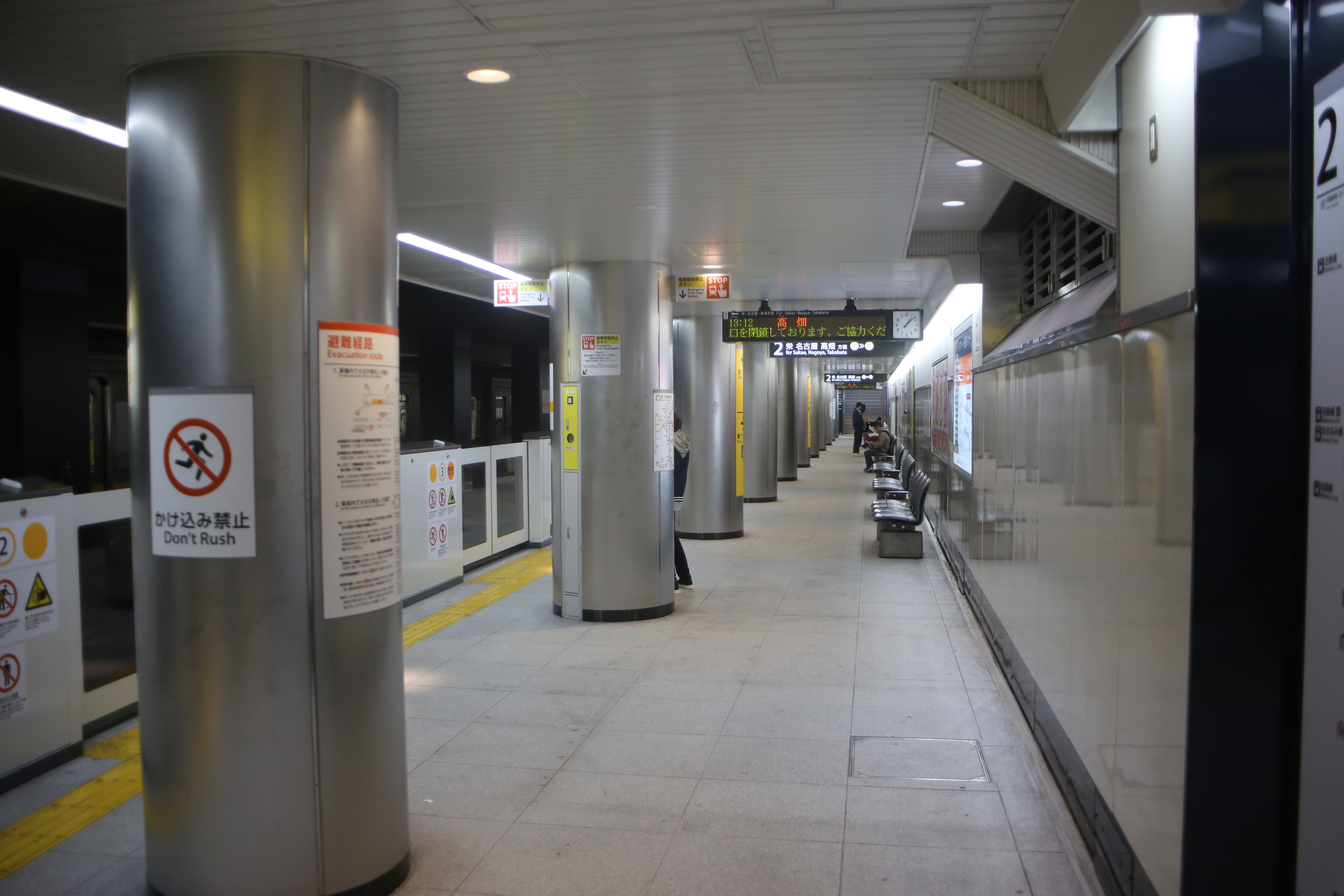
ホーム（2022年11月）
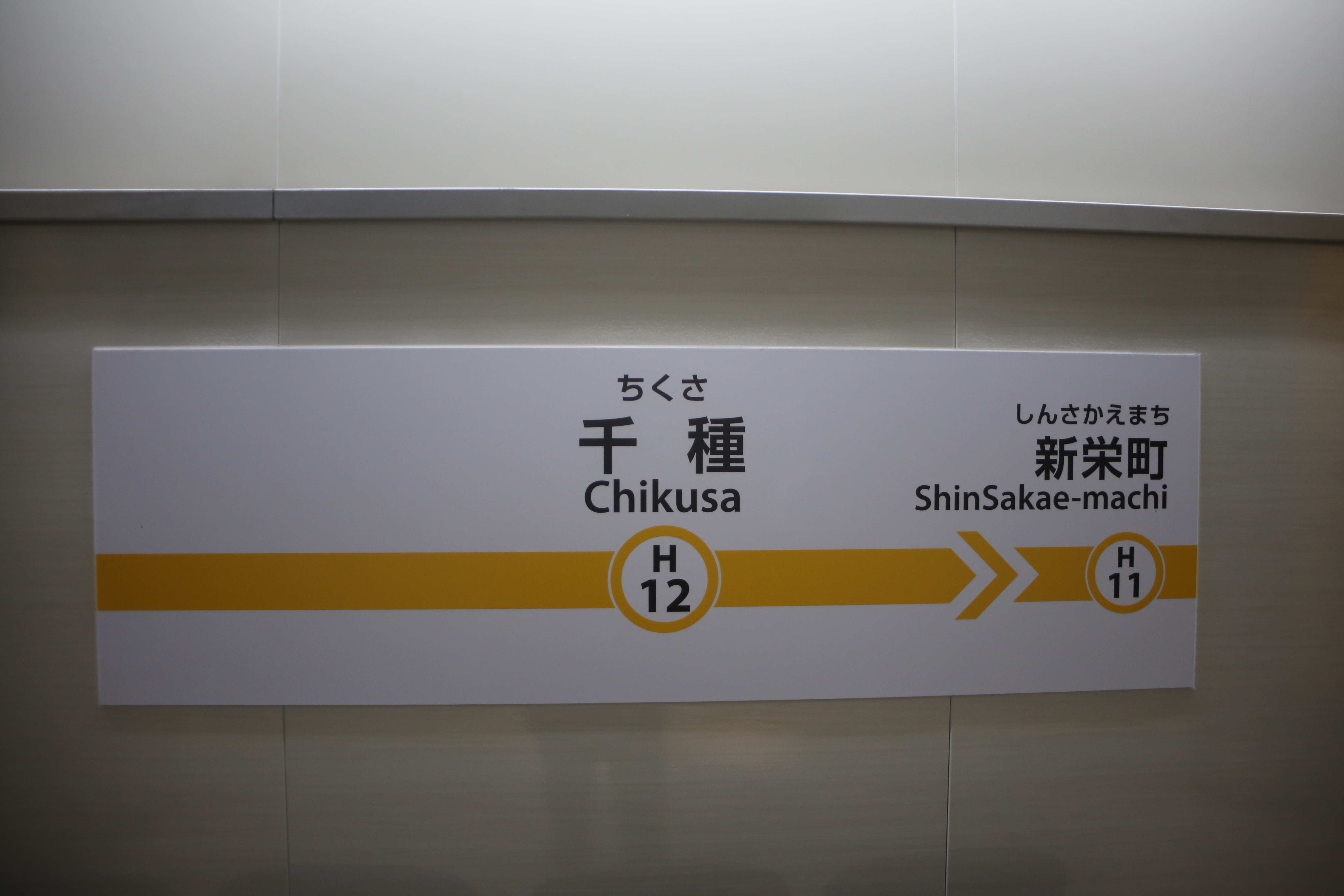
駅名標（2022年11月）

## 利用状況
| 年度               | JR乗車人員（人/日） | 地下鉄乗車人員（人/日） |
| ------------------ | ------------------- | ----------------------- |
| 1999年（平成11年） | 30,055              | 26,188                  |
| 2000年（平成12年） | 29,546              | 26,367                  |
| 2001年（平成13年） | 29,457              | 25,756                  |
| 2002年（平成14年） | 29,001              | 26,301                  |
| 2003年（平成15年） | 28,556              | 25,596                  |
| 2004年（平成16年） | 27,975              | 25,116                  |
| 2005年（平成17年） | 27,918              | 26,160                  |
| 2006年（平成18年） | 28,237              | 26,128                  |
| 2007年（平成19年） | 28,399              | 26,047                  |
| 2008年（平成20年） | 28,685              | 26,122                  |
| 2009年（平成21年） | 27,950              | 25,124                  |
| 2010年（平成22年） | 27,893              | 25,385                  |
| 2011年（平成23年） | 27,581              | 24,978                  |
| 2012年（平成24年） | 27,454              | 25,344                  |
| 2013年（平成25年） | 28,238              | 25,783                  |
| 2014年（平成26年） | 28,061              | 25,545                  |
| 2015年（平成27年） | 28,503              | 26,105                  |
| 2016年（平成28年） | 28,701              | 26,140                  |
| 2017年（平成29年） | 28,623              | 25,914                  |
| 2018年（平成30年） | 28,499              | 26,078                  |
| 2019年（令和元年） | 28,241              | 25,810                  |
| 2019年（令和2年）  |                     | 18,790                  |
| 2020年（令和3年）  | 22,752              | 20,472                  |

東山線の駅では22駅中6位（名古屋、栄、伏見、藤が丘、星ヶ丘に次ぐ）。名古屋市営地下鉄全駅では87駅中8位（金山と矢場町が入る）。JRとの乗り換えもあり高水準を維持している。
乗換駅としての当駅は、主にJR線沿線の愛知県春日井市、岐阜県多治見市方面と名古屋市の栄地区および名古屋市東部の地下鉄東山線沿線地域を結びつける形となっている。

## 駅周辺
当駅は名古屋市の行政区3区（千種区・東区・中区）の境に位置する形となっている。当駅からみて（当駅は2事業者の複合駅であるためJR・地下鉄両者の結節点付近を駅中心として記述すると）時計回りに駅北東部は千種区内山三丁目、南東部は千種区今池一丁目・二丁目、南西部は中区新栄三丁目、北西部は東区葵三丁目となる。なお、住所表記上の「千種区千種」地域は当駅のすぐ近辺にはなく、当駅から見て南方向、今池一丁目・二丁目・三丁目のさらに南側に位置する地域となる。
周辺には三大予備校の一角である河合塾本部を始めとして予備校、専門学校などが多くあり、学生相手の飲食店、書店などが集まる学生街となっている。再開発により建てられたアクシオス千種や住友生命千種ニュータワービルなどの超高層ビルも見られる。また中高層のマンションが数多く建設されている一方で低層住宅が並ぶ地域も残るなど、商業地としての性格と住宅地としての性格を併せ持つ地域である。なお、当駅の少し北を東西に走る桜通には名古屋市営地下鉄桜通線 車道駅があり、当駅北側の地域については徒歩での最寄り駅が車道駅となることも多い（出発地・目的地による駅の使い分けも可能である）。
東隣の今池は名古屋の代表的繁華街・歓楽街の一つ。

### 千種区
- 河合塾 本部[2]
  - 河合塾 千種キャンパス千種校
    - JR千種駅と河合塾千種校の間の広小路通に架けられた陸橋には「河合塾千種ビクトリーブリッジ」の名が付けられている[13]。
- 秀英予備校 名古屋校[2]
- 千種ターミナルビル
- 式内高牟神社
- 名古屋市立千石小学校
- 今池NMビル（当駅と今池駅の中間地点付近）
  - 名古屋銀行 今池支店・ローンセンター名古屋中央

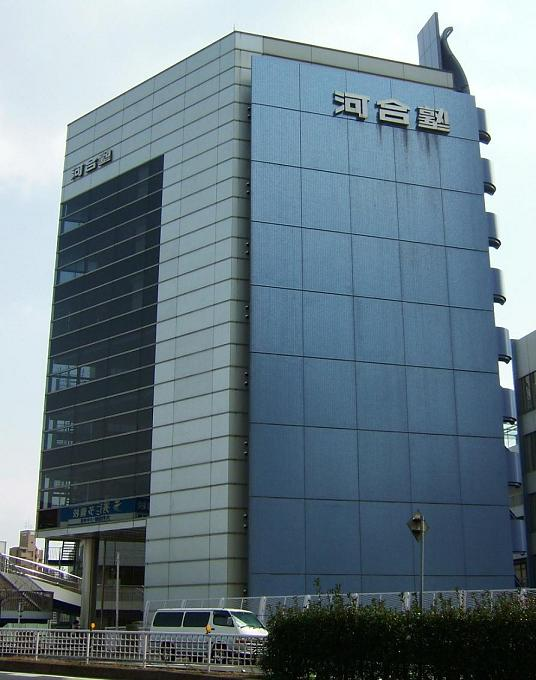
河合塾 千種キャンパス（西館）
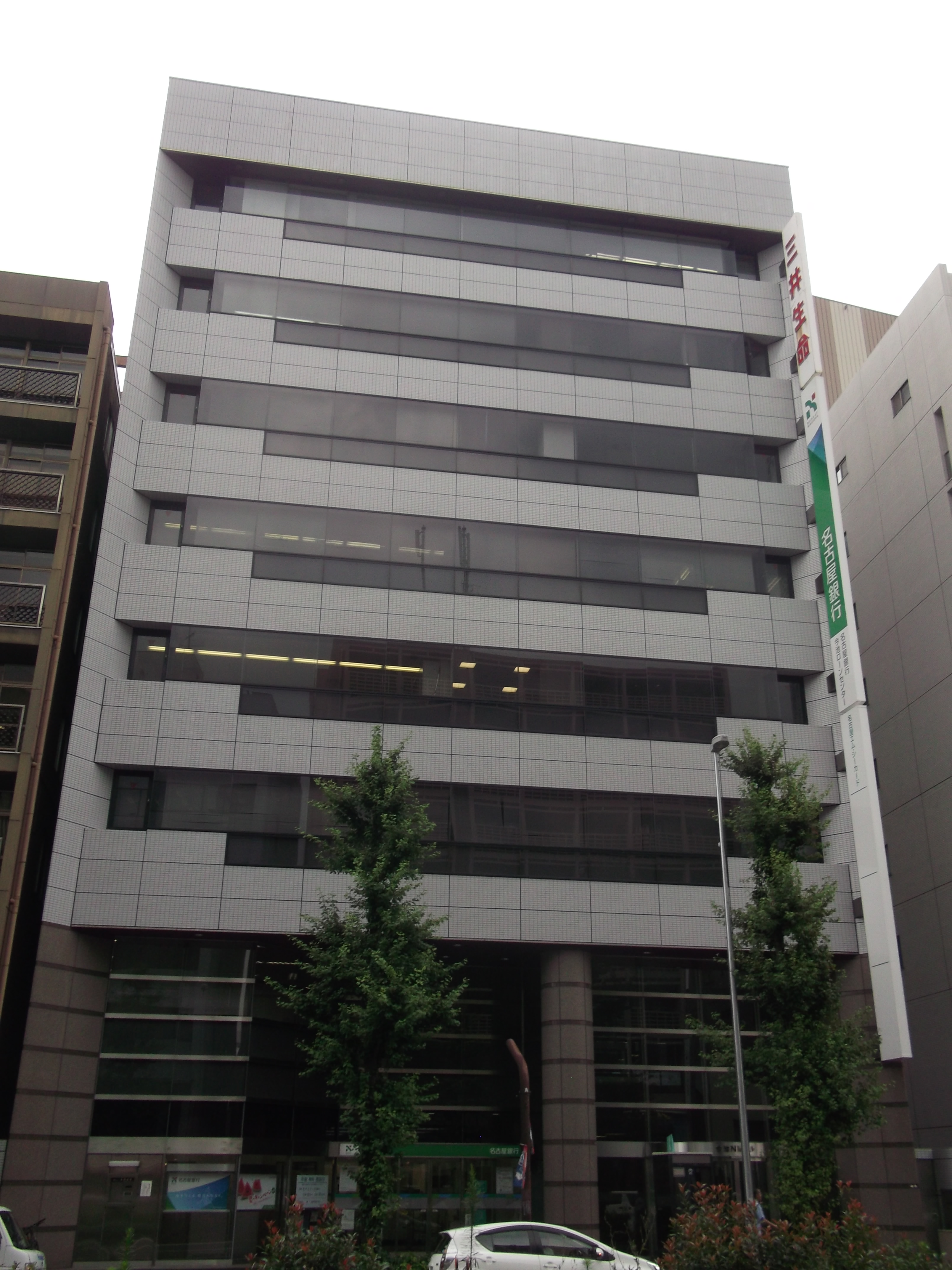
今池NMビル

### 東区

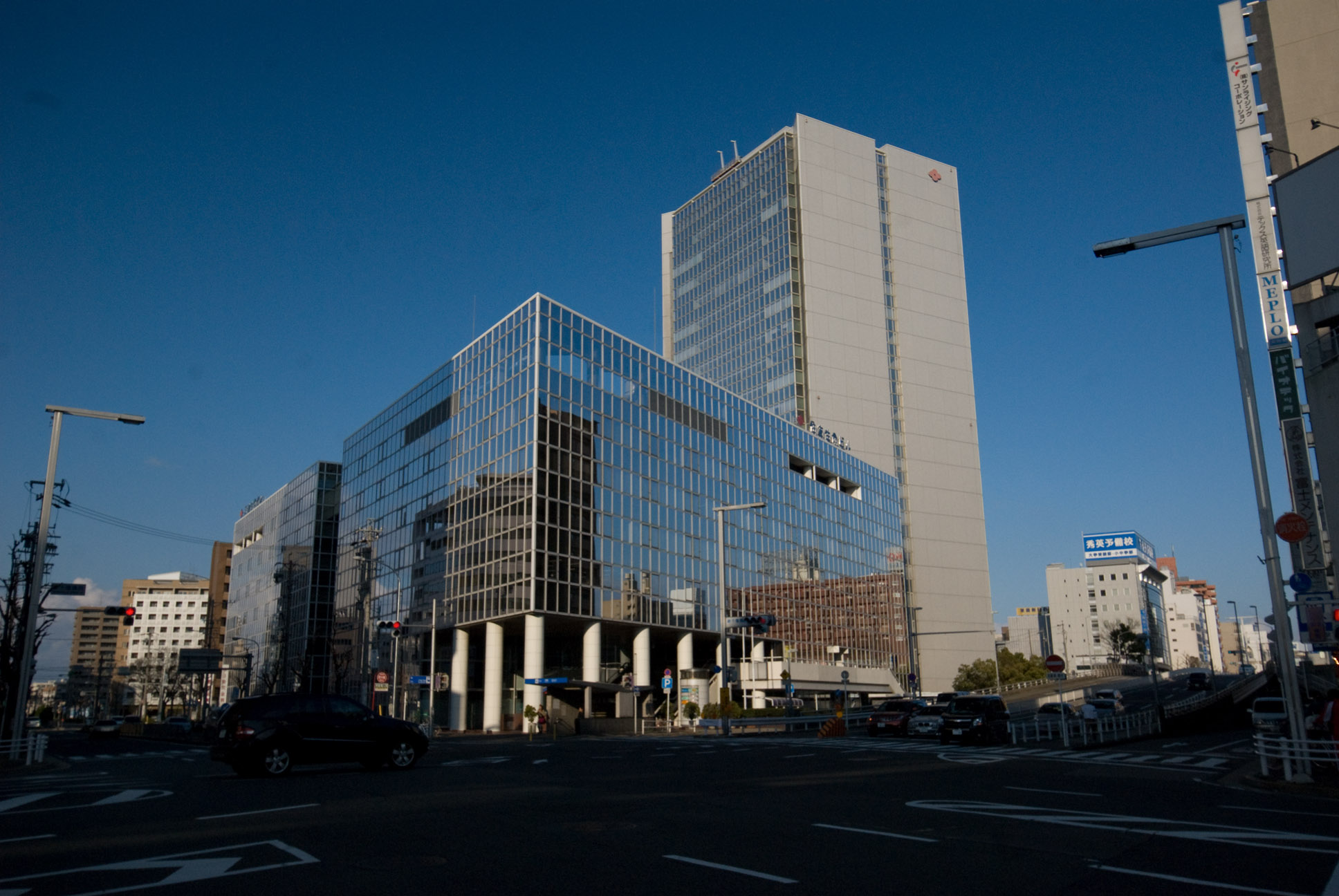
住友生命千種ビル・ニュータワービル

- 千種地下街 - 2013年（平成25年）3月に閉鎖。
- 住友生命千種ニュータワービル・千種ビル・第二ビル・第三ビル
  - 東山線延伸工事に伴い校地を削られたため移転した東邦高等学校の跡地再開発により建設されたものだが、再開発に伴い2023年（令和5年）3月31日をもって閉鎖され、同日地下鉄からの連絡通路も閉鎖された[14]。
- メルパルク名古屋
- 名古屋市営地下鉄桜通線 車道駅 - 徒歩で約8分。連絡運輸はない。
- 愛知大学 車道キャンパス - 最寄り駅としては地下鉄車道駅となる。
- 式内物部神社 - 最寄り駅としては名古屋市営地下鉄桜通線 車道駅となる。
- 中日信用金庫 名古屋支店

### 中区
- アクシオス千種

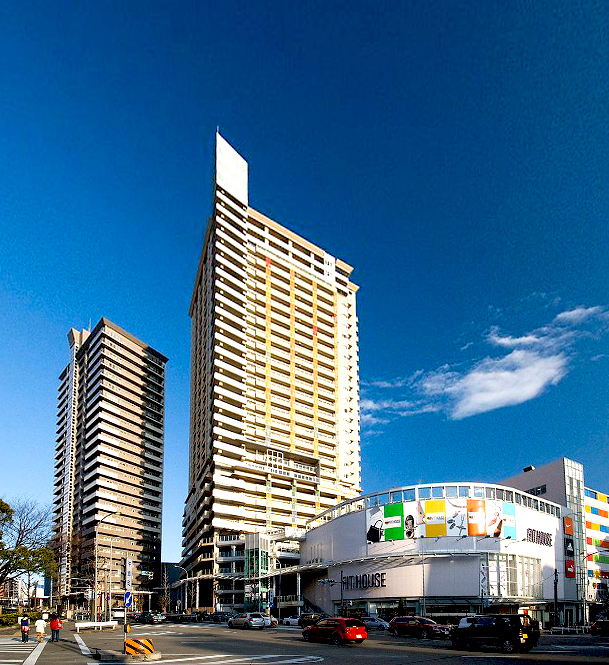
アクシオス千種

  - 名古屋市の「千種駅南地区市街地再開発事業」により建設された[15]。
- 名古屋市立新栄小学校
- 名古屋市立中央高等学校

### 周辺道路
- 広小路通（愛知県道60号名古屋長久手線）
- 錦通

## バス路線
最寄りのバス停は、千種駅前である。

### 路線バス
停留所名は「千種駅前」。名古屋市営バスの一般路線バスが運行されている。JR駅舎東側にバスターミナルがある。発着する系統は少ないが、個別に乗り場が割り当てられている。
名古屋市営地下鉄桜通線の開通前は今池から名古屋市道名古屋環状線（通称：環状線）を経由して新瑞橋・笠寺駅・鳴尾車庫方面へ向かう系統も存在した。
- 千種13 - 緑ヶ丘住宅行（1番乗り場）
- 千種11 - 砂田橋行（2番乗り場）
- 深夜1 - 藤が丘行（3番乗り場）
- 八事12 - 島田一ツ山行（4番乗り場）
- 深夜1 - 栄行（5番乗り場）

### 高速バス
ジェイアール東海バス（東海）、ジェイアールバス関東（関東）、ジェイアールバステック（BT）、京成バス（京成）の高速バスが運行されている（名古屋駅行・岐阜駅行は降車のみ取り扱い）。なお、高速バスの停留所は広小路通（愛知県道60号名古屋長久手線）上にある。

#### 東名ハイウェイバス
- 超特急　スーパーライナー - 東名浜松北・東名静岡・東名御殿場・東名江田方面 東京駅行（東海・関東・BT）※ 名古屋駅行は降車のみ。
- 特急　東名ライナー - 東名浜松北・東名静岡・東名御殿場・東名江田方面 東京駅行（東海・関東・BT）※ 名古屋駅行は降車のみ。
- 急行 - 東名浜松北・東名静岡方面 静岡駅行（東海）※ 名古屋駅行は降車のみ。

#### 夜行便
- ドリームなごや号 - 東京駅行・新木場駅行（東海）※ 岐阜駅行・名古屋駅行は降車のみ。
- ファンタジアなごや号 - 横浜駅東口（YCAT）・東京テレポート駅・東京ディズニーリゾート方面 西船橋駅行（東海・京成）※ 名古屋駅行は降車のみ。

## 隣の駅
東海旅客鉄道（JR東海）
CF 中央本線
- 特急「しなの」停車駅、「ホームライナー瑞浪」停車駅

■快速・■区間快速・■普通
大曽根駅 (CF04) - 千種駅 (CF03) - 鶴舞駅 (CF02)
名古屋市営地下鉄
 東山線
新栄町駅 (H11) - 千種駅 (H12) - 今池駅 (H13)

### かつて存在した路線
鉄道省
東海道本線貨物支線
熱田駅 - （古渡信号場） - 千種駅